# Eupithecia heydenaria
Eupithecia heydenaria är en fjärilsart som beskrevs av Otto Staudinger 1870. Eupithecia heydenaria ingår i släktet Eupithecia och familjen mätare. Inga underarter finns listade i Catalogue of Life.